# Shuten Order
Shuten Order est un jeu vidéo multigenre développé par Too Kyo Games et Neilo, et publié par Spike Chunsoft et DMM Games (en). Sa sortie est prévue le 5 septembre 2025 sur Nintendo Switch et PC (Steam).

## Synopsis
Le jeu met en place une organisation sectaire, l'Ordre Shuten, dont l'objectif est l'extinction de l'humanité. L'histoire suit Rei Shimobe, la réincarnation du fondateur assassiné de l'organisation. La protagoniste, amnésique et mourante, cherche alors à retrouver ses souvenirs afin de survivre. 
Guidée par des êtres présentés comme des anges, elle reçoit pour mission de découvrir et éliminer dans un délai de quatre jours son propre meurtrier dissimulé parmi les cinq ministres de Shuten, un micro-État dirigé par l'organisation éponyme.

## Système de jeu
Shuten Order est composé de plusieurs genres de jeu vidéo, variant en fonction des ministres auxquels est confronté la protagoniste, au nombre de cinq. Ainsi, le gameplay auprès du ministre de la Justice s'illustre par des sessions d'enquêtes proches des jeux de réflexion au format point-and-click, tandis que la séquence du ministre de la Santé reprend les codes d'un dungeon crawler ou d'un escape game. Les dialogues avec le ministre de la Science conduisent à plusieurs scénarios présentés sous la forme d'un visual novel, alors que les relations avec le ministre de l'Éducation favorisent une approche semblable à un jeu de séduction. Enfin, l'intrigue propre au ministre de la Sécurité mêle des éléments d'infiltration et de survival horror.
Shuten Order propose une histoire dont le scénario est rédigé par Kazutaka Kodaka, Takumi Nakazawa (en) et Takekuni Kitayama. Le jeu s'inscrit également dans le cadre d'un jeu narratif à choix multiples, où l'histoire racontée est vouée à évoluer en fonction des routes suivies par le joueur, symbolisées par les ministères dans lesquels la protagoniste décide d'enquêter. Si chaque route propose une façon de jouer distincte, la complétion de chacune d'entre elle permet d'accéder à la fin du jeu, et à la vérité quant au meutre du protagoniste

## Développement
Shuten Order est annoncé peu après la sortie de The Hundred Line: Last Defense Academy en avril 2025, alors dernier jeu annoncé du studio Too Kyo Games. Dans un contexte marqué par une réception critique favorable malgré les difficultés financières de la société, Shuten Order est développé par une équipe dirigée par le scénariste Kazutaka Kodaka, déjà connu pour avoir travaillé sur les jeux de la franchise Danganronpa et, plus récemment, sur Master Detective Archives: Rain Code,
Le jeu est révélé pour la première fois le 16 mai 2025 sous son nom japonais Shuten Kyodan,. La première bande-annonce du jeu paraît le 21 mai suivant, mettant en avant les ministères caractéristiques de l'Ordre Shuten,,. Les différents ministres et la façon de jouer qui leur est affilié sont ensuite présentés dans des teasers dédiés : Kishiru Inugami (Justice) le 28 mai,, Yugen Ushitora (Santé) le 5 juin, Teko Ion (Science) le 6 juin, Honoka Kokushikan (Éducation) et Manji Fushicho (Sécurité) le 8 juin,. 
La protagoniste, Rei Shimobe, et les deux anges qui la guident, Himeru et Mikotoru, sont présentés le 22 juin 2025 en même temps que l'annonce d'une édition spéciale appelée « Ministry Edition ». À cet occasion, il est révélé que la localisation du jeu en anglais fut marquée par la traduction complexe de certains dialogues en raison du genre du protagoniste, ambigüe pour les autres personnages. Une seconde bande-annonce, exposant les diverses formes de gameplay proposées par le jeu, est diffusée le 7 juillet 2025,.
Présenté comme un « jeu d'aventure multigenre », Shuten Order est disponible en précommandes à compter du 22 mai 2025. Le jeu prend en charge le doublage en japonais des personnages, bien qu'il soit également disponible en anglais sur Nintendo Switch, ainsi qu'en chinois (simplifié ou traditionnel) sur la plateforme Steam. La date de sortie du jeu est prévue le 5 septembre 2025 dans le monde, avec une édition physique disponible aux États-Unis et un téléchargement via le Nintendo eShop au Japon,.